# Tiro com arco nos Jogos Olímpicos de Verão de 2020 - Qualificação
Este artigo detalha a fase de qualificação do tiro com arco nos Jogos Olímpicos de Verão de 2020. (As Olimpíadas foram adiadas para 2021 devido à pandemia de COVID-19). Há 128 vagas de qualificações para o tiro com arco nos Jogos Olímpicos de Verão de 2020: 64 para homens e 64 para mulheres. Os padrões de qualificação foram liberados pela World Archery em março de 2018.
Cada Comitê Olímpico Nacional (CON) tem a permissão para inscrever no máximo seis competidores, três por gênero. CONs que qualificaram equipes para um gênero em particular podem enviar a equipe para a competição, além dos atletas da equipe para a competição individual. Há 12 vagas por equipes para cada gênero, com um total de 36 atletas individuais qualificados através das equipes. Todos os outros CONs podem conseguir uma vaga por gênero, no máximo, para os eventos individuais.
Seis vagas estão reservadas para o Japão como país-sede, e outras quatro serão decididas pela Comissão Tripartite. As 118 vagas restantes serão alocadas através de processos de qualificação, em que os arqueiros conquistam vagas para seus respectivos CONs, embora não necessariamente para si.
Não há processo de qualificação antes dos Jogos de 2020 para a competição de equipes mistas. Em vez disso, a qualificação para este evento é realizada através da fase de classificação no início dos Jogos. Cada CON que qualificou ao menos um homem e uma mulher terá os placares do melhor atleta de cada gênero na fase de classificação somados; os 16 melhores CONs estarão qualificados para a competição de equipes mistas.
Para serem elegíveis a participar dos Jogos Olímpicos após obtenção da vaga pelo CON, todos os arqueiros devem ter a marca de qualificação mínima  (MQS):
- Homens: 70m - 640 pontos
- Mulheres: 70m - 605 pontos

A marca de qualificação mínima deve ter sido atingida entre o início do Campeonato Mundial de Tiro com Arco de 2019 e a data final de entrada em um evento registrado pela World Archery.

## Regras de qualificação
A qualificação ocorre através de uma hierarquia de eventos, em vez de baseada em datas, portanto um CON que conquiste a vaga através de um evento inicial de menor prioridade pode vagar essa cota se posteriormente conquistar a qualificação em um evento de maior nível (isto particularmente afeta os Jogos Asiáticos, realizados antes do Campeonato Mundial). A prioridade é: (1) Campeonato Mundial, (2) Jogos continentais, (3) campeonatos continentais, (4) torneios finais de qualificação.
As oito primeiras equipes do Campeonato Mundial estarão qualificadas para os Jogos Olímpicos. Se o país-sede, Japão, estiver entre os oito, uma vaga adicional por equipes será concedida no Torneio Final de Qualificação de Equipes. Este torneio preencherá o restante das 12 vagas por equipes, com três ou quatro sendo qualificadas, a depender do uso da vaga de país-sede pelo Japão ou de sua qualificação em competição (incluindo o próprio Torneio Final de Qualificação de Equipes).
Para os eventos de equipes mistas nos Jogos continentais, a equipe vencedora conquista uma vaga olímpica por gênero.
Os quatro primeiros colocados no evento individual do Campeonato Mundial que não forem parte de uma das oito primeiras equipes estarão qualificados. O Campeonato Mundial terá chaves de classificação conforme o necessário para definir o posicionamento. Para Europa, Ásia e Américas, uma vaga para cada continente estará disponível pelos jogos continentais. Todos os cinco continentes terão torneios continentais de qualificação, com número especificado de vagas por continente. Um Torneio Final de Qualificação Individual será realizado ao final do período de qualificação; inicialmente, uma vaga estará disponível no torneio, porém outras poderão estar se vagas de outros eventos não forem usadas.

## Linha do tempo
| Evento                                                                            | Data                                 | Local            |
| --------------------------------------------------------------------------------- | ------------------------------------ | ---------------- |
| Jogos Asiáticos de 2018                                                           | 18 de agosto a 2 de setembro de 2018 | Jakarta          |
| Campeonato Mundial de Tiro com Arco de 2019                                       | 10 a 16 de junho de 2019             | s'-Hertogenbosch |
| Jogos Europeus de 2019                                                            | 21 a 30 de junho de 2019             | Minsk            |
| Jogos do Pacífico de 2019                                                         | 8 a 20 de julho de 2019              | Apia             |
| Jogos Pan-Americanos de 2019                                                      | 26 de julho a 11 de agosto de 2019   | Lima             |
| Jogos Pan-Africanos de 2019                                                       | 26 a 30 de agosto de 2019            | Rabat            |
| Campeonato Asiático de Tiro com Arco de 2019                                      | 22 a 28 de novembro de 2019          | Bangkok          |
| Torneio de Qualificação Continental das Américas                                  | 22-28 de março de 2021               | Monterrey        |
| Torneio de Qualificação Continental da Oceania                                    | Março e abril de 2021                | Suva             |
| Campeonato Europeu de Tiro com Arco de 2021                                       | 31 de maio a 6 de junho de 2021      | Antalya          |
| Copa do Mundo de Tiro com Arco de 2021 / Torneio Final de Qualificação de Equipes | 21 a 27 de junho de 2021             | Paris            |
| Copa do Mundo de Tiro com Arco de 2021 / Torneio Final de Qualificação Individual | 21 a 27 de junho de 2021             | Paris            |

## Sumário de qualificação
| Nação                        | Masculino  | Masculino | Feminino   | Feminino | Misto  | Total   |
| Nação                        | Individual | Equipe    | Individual | Equipe   | Equipe | Atletas |
| ---------------------------- | ---------- | --------- | ---------- | -------- | ------ | ------- |
| GER Alemanha                 | 1          |           | 3          | Yes      | Yes    | 4       |
| AUS Austrália                | 3          | Yes       | 1          |          |        | 4       |
| BAN Bangladesh               | 1          |           | 1          |          | Yes    | 2       |
| BEL Bélgica                  | 1          |           |            |          |        | 1       |
| BLR Bielorrússia             |            |           | 3          | Yes      |        | 3       |
| BHU Butão                    |            |           | 1          |          |        | 1       |
| BRA Brasil                   | 1          |           | 1          |          | Yes    | 2       |
| CAN Canadá                   | 1          |           | 1          |          | Yes    | 2       |
| KAZ Cazaquistão              | 3          | Yes       |            |          |        | 3       |
| CHA Chade                    |            |           | 1          |          | Yes    | 1       |
| CHI Chile                    | 1          |           |            |          |        | 1       |
| CHN China                    | 3          | Yes       | 3          | Yes      | Yes    | 6       |
| COL Colômbia                 | 1          |           | 1          |          | Yes    | 2       |
| KOR Coreia do Sul            | 3          | Yes       | 3          | Yes      | Yes    | 6       |
| DEN Dinamarca                |            |           | 1          |          |        | 1       |
| EGY Egito                    | 1          |           | 1          |          | Yes    | 2       |
| ECU Equador                  |            |           | 1          |          |        | 1       |
| SVK Eslováquia               |            |           | 1          |          |        | 1       |
| SLO Eslovênia                | 1          |           |            |          |        | 1       |
| ESP Espanha                  | 1          |           | 1          |          | Yes    | 2       |
| USA Estados Unidos           | 3          | Yes       | 3          | Yes      | Yes    | 6       |
| EST Estônia                  |            |           | 1          |          |        | 1       |
| FIN Finlândia                | 1          |           |            |          |        | 1       |
| FRA França                   | 3          | Yes       | 1          |          | Yes    | 4       |
| GBR Grã-Bretanha             | 3          | Yes       | 3          | Yes      | Yes    | 6       |
| GRE Grécia                   |            |           | 1          |          |        | 1       |
| HUN Hungria                  | 1          |           |            |          |        | 1       |
| ISV Ilhas Virgens Americanas | 1          |           |            |          |        | 1       |
| IND Índia                    | 3          | Yes       | 1          |          | Yes    | 4       |
| INA Indonésia                | 3          | Yes       | 1          |          | Yes    | 4       |
| IRI Irã                      | 1          |           |            |          |        | 1       |
| ISR Israel                   | 1          |           |            |          |        | 1       |
| ITA Itália                   | 1          |           | 3          | Yes      | Yes    | 4       |
| JPN Japão                    | 3          | Yes       | 3          | Yes      | Yes    | 6       |
| LUX Luxemburgo               | 1          |           |            |          |        | 1       |
| MAS Malásia                  | 1          |           | 1          |          | Yes    | 2       |
| MAW Malawi                   | 1          |           |            |          |        | 1       |
| MEX México                   | 1          |           | 3          | Yes      | Yes    | 4       |
| MDA Moldávia                 | 1          |           | 1          |          | Yes    | 2       |
| MGL Mongólia                 | 1          |           | 1          |          | Yes    | 2       |
| NED Países Baixos            | 3          | Yes       | 1          |          | Yes    | 4       |
| POL Polônia                  | 1          |           | 1          |          | Yes    | 2       |
| CZE República Checa          |            |           | 1          |          |        | 1       |
| RUS Rússia                   | 1          |           | 3          | Yes      | Yes    | 4       |
| ROU Romênia                  |            |           | 1          |          |        | 1       |
| SWE Suécia                   |            |           | 1          |          |        | 1       |
| TPE Taipé Chinês             | 3          | Yes       | 3          | Yes      | Yes    | 6       |
| TUN Tunísia                  | 1          |           | 1          |          | Yes    | 2       |
| TUR Turquia                  | 1          |           | 1          |          | Yes    | 2       |
| UKR Ucrânia                  | 1          |           | 3          | Yes      | Yes    | 4       |
| VIE Vietnã                   | 1          |           | 1          |          | Yes    | 2       |
| Total: 52 CONs               | 64         | 12        | 64         | 12       | 28     | 128     |

## Eventos masculinos
| Evento                                                                 | Local             | Atletas por CON | Vagas totais | Qualificado |
| Equipe                                                                 | Equipe            | Equipe          | Equipe       | Equipe |
| ---------------------------------------------------------------------- | ----------------- | --------------- | ------------ | --- |
| País-sede                                                              | —                 | 3               | 3            | JPN Japão |
| Campeonato Mundial de Tiro com Arco de 2019                            | s'-Hertogenbosch  | 3               | 24           | AUS Austrália CHN China GBR Grã-Bretanha IND Índia KAZ Cazaquistão KOR Coreia do Sul NED Países Baixos TPE Taipé Chinês |
| Torneio Final de Qualificação / Copa do Mundo de Tiro com Arco de 2021 | Paris             | 3               | 9            | USA Estados Unidos INA Indonésia FRA França                                                                             |
| Equipe Mista                                                           |                   |                 |              | |
| Jogos Asiáticos de 2018                                                | Jakarta/Palembang | 1               | 0            | — [f] |
| Jogos Europeus de 2019                                                 | Minsk             | 1               | 0            | — [a] |
| Jogos do Pacífico de 2019                                              | Apia              | 1               | 0            | — [d] |
| Jogos Pan-Americanos de 2019                                           | Lima              | 1               | 0            | — [b] |
| Jogos Pan-Africanos de 2019                                            | Rabat             | 1               | 1            | EGY Egito |
| Individual                                                             |                   |                 |              | |
| Campeonato Mundial de Tiro com Arco de 2019                            | s'-Hertogenbosch  | 1               | 3            | BAN Bangladesh ITA Itália MAS Malásia [e]                                                                               |
| Jogos Asiáticos de 2018                                                | Jakarta/Palembang | 1               | 0            | — [e] |
| Jogos Europeus de 2019                                                 | Minsk             | 1               | 1            | ESP Espanha |
| Jogos Pan-Americanos de 2019                                           | Lima              | 1               | 2[b]         | BRA Brasil CAN Canadá                                                                                                   |
| Jogos Pan-Africanos de 2019                                            | Rabat             | 1               | 1            | TUN Tunísia[h] |
| Campeonato Asiático de Tiro com Arco de 2019                           | Bangkok           | 1               | 3            | IRI Irã MGL Mongólia VIE Vietnã                                                                                         |
| Torneio Continental de Qualificação das Américas                       | México            | 1               | 3            | COL Colômbia CHI Chile MEX México                                                                                       |
| Campeonato da Oceania de 2018                                          | Nova Caledônia    | 1               | 0            | —[h] |
| Torneio Continental de Qualificação da Europa                          | Antalya           | 1               | 3            | TUR Turquia SLO Eslovênia GER Alemanha [e]                                                                              |
| Torneio de Qualificação Final / Copa do Mundo de Tiro com Arco de 2021 | Paris             | 1               | 7            | FIN Finlândia HUN Hungria ISR Israel MDA Moldávia POL Polônia RUS Rússia UKR Ucrânia                                    |
| Comissão Tripartite                                                    | —                 | 1               | 2            | ISV Ilhas Virgens Americanas MAW Malawi                                                                                 |
| Ranking Mundial                                                        | —                 | 1               | 2[h]         | BEL Bélgica LUX Luxemburgo                                                                                              |
| Total                                                                  | Total             | Total           | 64           | |

## Eventos femininos
| Evento                                                                 | Local             | Atletas por CON | Vagas totais | Qualificado |
| Equipe                                                                 | Equipe            | Equipe          | Equipe       | Equipe |
| ---------------------------------------------------------------------- | ----------------- | --------------- | ------------ | --- |
| País-sede                                                              | —                 | 3               | 3            | JPN Japão |
| Campeonato Mundial de Tiro com Arco de 2019                            | s'-Hertogenbosch  | 3               | 24           | BLR Bielorrússia CHN China GBR Grã-Bretanha GER Alemanha KOR Coreia do Sul RUS Rússia TPE Taipé Chinês UKR Ucrânia |
| Torneio Final de Qualificação / Copa do Mundo de Tiro com Arco de 2021 | Paris             | 3               | 9            | MEX México USA Estados Unidos ITA Itália                                                                           |
| Equipe Mista                                                           |                   |                 |              | |
| Jogos Asiáticos de 2018                                                | Jakarta/Palembang | 1               | 0            | — [f] |
| Jogos Europeus de 2019                                                 | Minsk             | 1               | 0            | — [g] |
| Jogos do Pacífico de 2019                                              | Apia              | 1               | 0            | — |
| Jogos Pan-Americanos de 2019                                           | Lima              | 1               | 0            | —[g] |
| Jogos Pan-Africanos de 2019                                            | Rabat             | 1               | 1            | EGY Egito |
| Individual                                                             |                   |                 |              | |
| Campeonato Mundial de Tiro com Arco de 2019                            | s'-Hertogenbosch  | 1               | 3            | DEN Dinamarca MDA Moldávia SWE Suécia[g]                                                                           |
| Jogos Asiáticos de 2018                                                | Jakarta/Palembang | 1               | 1            | INA Indonésia |
| Jogos Europeus de 2019                                                 | Minsk             | 1               | 1            | NED Países Baixos                                                                                                  |
| Jogos Pan-Americanos de 2019                                           | Lima              | 1               | 1            | COL Colômbia |
| Jogos Pan-Africanos de 2019                                            | Rabat             | 1               | 1            | TUN Tunísia[h] |
| Campeonato Asiático de Tiro com Arco de 2019                           | Bangkok           | 1               | 3            | BHU Butão IND Índia VIE Vietnã                                                                                     |
| Torneio Continental de Qualificação das Américas                       | México            | 1               | 3            | BRA Brasil CAN Canadá ECU Equador                                                                                  |
| Campeonato da Oceania de 2018                                          | Nova Caledônia    | 1               | 1            | AUS Austrália |
| Torneio Continental de Qualificação da Europa                          | Antalya           | 1               | 4            | SVK Eslováquia ESP Espanha FRA França TUR Turquia                                                                  |
| Torneio de Qualificação Final / Copa do Mundo de Tiro com Arco de 2021 | Paris             | 1               | 5            | CZE República Checa GRE Grécia MGL Mongólia POL Polônia ROU Romênia                                                |
| Comissão Tripartite                                                    | —                 | 1               | 2            | BAN Bangladesh CHA Chade                                                                                           |
| Ranking Mundial                                                        | -                 | 1               | 2[h]         | EST Estônia MAS Malásia                                                                                            |
| Total                                                                  | Total             | Total           | 64           | |